# Valle de Chicama

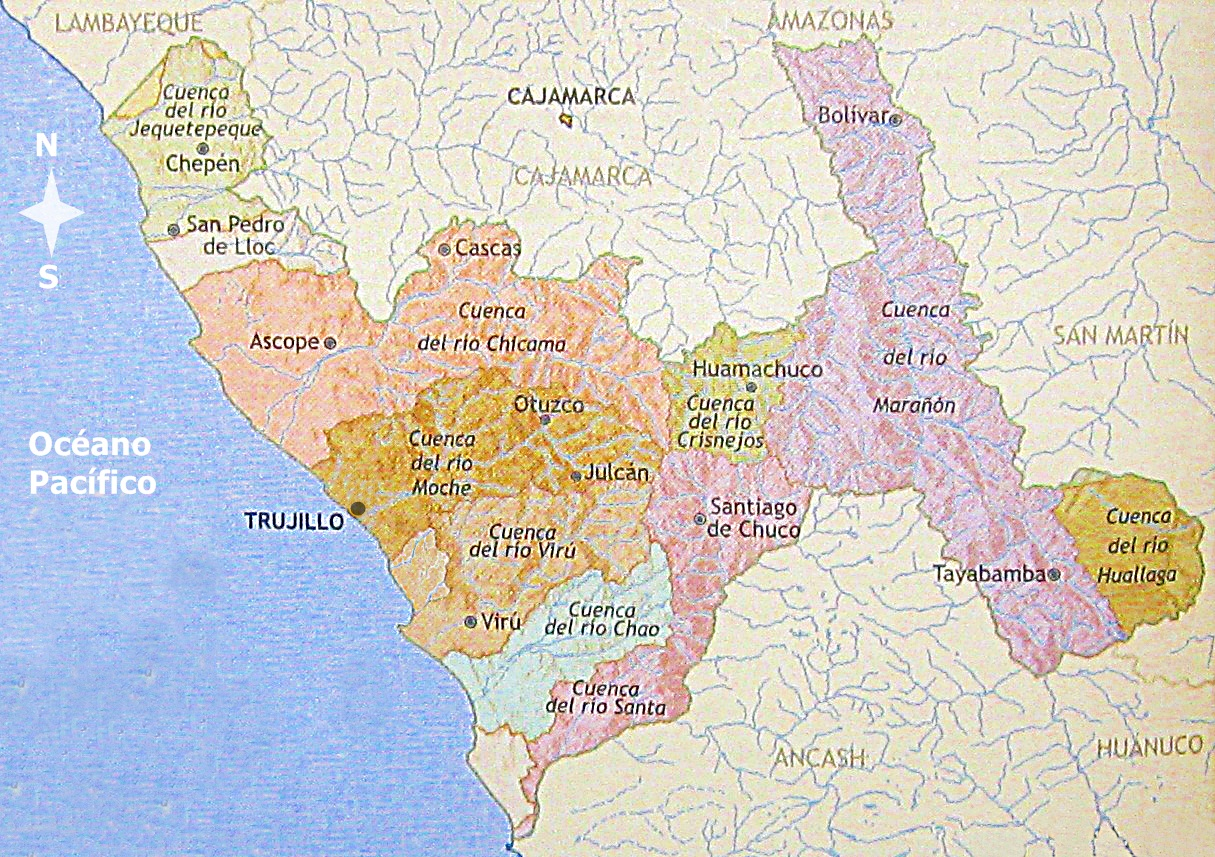
Se ubica al norte del Valle de Moche en la Región La Libertad.

El valle de Chicama es una extensa zona ubicada en la Región La Libertad, en el norte peruano. Las tierras de este valle se encuentran irrigadas en gran parte por el río Chicama. Ha constituido un valle agrícola desde la época precolombina. Contiene localidades rurales y urbanas, siendo Puerto Chicama un importante balneario de este valle. El valle tiene una historia de gran valor cultural durante el desarrollo de la cultura Moche. Próximamente el riego de sus tierras será parte del proyecto de irrigación Chavimochic, con la culminación de la tercera etapa de este proyecto.  El Valle Chicama alberga empresas agroindustriales como Agroindustrial Casa Grande y el Complejo Agroindustrial Cartavio.

## Historia
En el valle Chicama tuvo lugar el desarrollo de la cultura Moche entre otras como la Cultura cupisnique. Se encuentran sitios arqueológicos como Huaca Cao Viejo, Huaca Prieta, el Complejo Arqueológico El Brujo ubicado en la parte baja del Valle Chicama cerca a Magdalena de Cao.

## Localidades
Algunas localidades del valle son:
- Ascope
- Paijan
- Puerto Malabrigo
- Casa Grande
- Cartavio
- Chocope
- Chicama,
- Chiquitoy etc.

## Actividades agropecuarias
- Ganadería
- Agricultura (arroz y caña de azúcar)

## Fauna
Como parte de la fauna del valle de Chicama se encuentran las siguientes especies:
- Ganado vacuno
- Caballo
- Alpaca
- Oveja
- Llama
- Chanchos
- zorros
- zorrillos